# Ivans Klementjevs
Ivans Klementjevs (18. november 1960 i Riga i Lettiske SSR) er en sovjetiskfødt lettisk politiker og tidligere kanosprinter, som konkurrerede fra midten af 1980'erne til slutningen af 1990'erne. Han vandt tre olympiske medaljer i C-1 1000 m ved olympiaderne i 1988, 1992 og 1996. Højdepunktet i hans sportslige karriere var guldmedaljen i 1988, som han vandt som deltager for Sovjetunionen. Han trænede ved Trudovye Rezervy og senere ved Вооруженные Силы (ВС) i Riga, da Letland var en del af Sovjetunionen.
Han har også vundet i alt tolv C-1-medaljer ved VM i kano hvoraf syv er af guld.
Efter at have trukket sig tilbage fra kanosprint er Klementijevs gået ind i politik og var byrådsmedlem i Riga for TSP i 2001—2005, derefter MP (siden 2006).
Siden den 28. oktober 1999 er Ivans Klementjevs Officer af Trestjerneordenen.